# Roßkopf (Allgäuer Alpen)
Der Roßkopf (nach aktueller deutscher Rechtschreibung: Rosskopf) ist ein 1823,4 m ü. NHN hoher Berg der Allgäuer Alpen. Er liegt südlich von Hinterstein (Bad Hindelang) im bayerischen Landkreis Oberallgäu.

## Lage und Umgebung
Der überwiegend begraste Berg gehört zum Rauhhornzug (SOIUSA, alter Alpenvereinsführer) beziehungsweise zur Hochvogel- und Rosszahngruppe (aktueller Alpenvereinsführer). Er liegt in dem Bergkamm, der von den Sattelköpfen nach Norden zieht und der das Erzbergtal im Westen begrenzt.

## Besteigung
Auf den Roßkopf führt kein markierter Weg. Er kann unschwierig vom Giebelhaus auf dem Weg über den Oberschrattenberg erreicht werden, wobei ab dem markanten Sattel südlich des Gipfels der Anstieg weglos über die steile Grasflanke erfolgt.